# 사회적 불평등
다양한 사회적 불평등(Social inequality)은 사회 내의 자원이 불균등하게 분배될 때 발생하며, 이는 종종 사회적으로 정의된 사람들의 범주에 따라 뚜렷한 불평등 패턴을 생성하는 불평등한 할당 관행의 결과이다. 사회 내에서 사회적 재화에 접근하는 방식의 차이는 권력, 종교, 혈연관계, 명성, 인종, 민족, 성별, 연령, 성적 지향, 계급과 같은 요인의 영향을 받는다. 사회적 불평등은 일반적으로 결과의 평등 부족을 의미하지만 기회에 대한 접근의 평등 부족으로 개념화될 수도 있다.
사회적 불평등은 일반적으로 소득이나 부의 불평등한 분배를 기반으로 설명되는 경제적 불평등과 관련이 있다. 경제학과 사회학 분야는 일반적으로 경제적 불평등을 조사하고 설명하기 위해 서로 다른 이론적 접근 방식을 사용하지만, 두 분야 모두 이러한 불평등을 연구하는 데 적극적으로 참여하고 있다. 그러나 순수한 경제적 자원 이외의 사회적, 천연자원 역시 대부분의 사회에서 불균등하게 분배되어 사회적 지위에 기여할 수 있다. 할당 규범은 또한 권리와 특권의 분배, 사회적 권력, 교육이나 사법 제도와 같은 공공재에 대한 접근, 적절한 주택, 교통, 신용, 은행 및 기타 사회 재화 및 서비스와 같은 금융 서비스에 영향을 미칠 수 있다.

## 같이 보기
- 민권과 참정권
- 정보 격차
- 지니 계수
- 건강 형평성
- 소득 불평등에 따른 나라 목록
- 성소수자 권리운동
- 능력주의
- 사회적 평등
- 사회적 배제
- 사회 정의
- 사회 이동
- 사회 계층
- 탈세